# Donskojklooster
Het Donskojklooster (Russisch: Донско́й монасты́рь) is een mannenklooster in Moskou. De stichting van het klooster dateert van 1591. Het klooster vormt met zijn grote aantal sacrale bouwwerken, indrukwekkende ommuring, torens en kerkhof een belangrijk religieus en toeristisch monument. Het klooster is gelegen ten zuiden van de binnenstad, nog binnen de stadsgrenzen van voor 1917, aan de Donskaja Oelitsa.

## Geschiedenis
Zoals talrijke Russische kerken en kloosters heeft ook het Donskojklooster zijn ontstaan te danken aan een militaire overwinning van Rusland. De halve manen onder de kruisen van veel kerktorens symboliseren de nederlagen van islamitische indringers. In 1591 wist Boris Godoenov (vanaf 1598 tsaar van Rusland) een invasie van de Krimmongolen onder leiding van Khan Kazi Girei af te slaan. Bij deze strijd werd het icoon van de Moeder Gods van de Don ingezet als aansporing en steun voor de troepen. Als dank voor de aftocht van de horden werd ter ere van dit wonderdoende icoon een nieuwe kathedraal gewijd aan de Moeder Gods van de Don (ook wel genoeemd de oude kathedraal van het Donskojklooster). In 1593 kwam de bouw hiervan gereed. Hiermee ving de geschiedenis van het klooster aan.
Ongeveer 100 jaar later werd bij de oude kathedraal een nieuwe kathedraal gebouwd die ook bekend werd onder de naam Grote Kathedraal van het Donstojklooster. Gelijktijdig werden tevens de ommuring met twaalf forse torens (1686-1711) gebouwd. In de 18e eeuw werd het Donskojklooster reeds een van de rijkste kloosters van Rusland. Het klooster bezat grote landgoederen. Bij herdenkingen van de overwinning in 1591 nam de tsaar deel aan de feestelijke processies. Binnen de kloostermuren ontstond ook een kerkhof als  rustplaats voor personen die voornamelijk tot de adel behoorden. Sinds 1745 bevond zich op het grondgebied van het klooster de Slavisch-Griekse-Latijnse Akademie, een van de eerste hogescholen in Rusland.
Het klooster werd in de Tijd der Troebelen, bij de invasie van Napoleon in 1812 en na de Russische Revolutie (1917) geplunderd.

## Sluiting
Al spoedig na de revolutie in 1917 begonnen de nieuwe, anti-religieuze machtshebbers met de afschaffing van het kloosterleven. Patriarch Tichon werd van 1922-1923 op het kloosterterrein onder huisarrest gesteld. In 1925 stierf de patriarch en werd in een naamloos graf in de oude kathedraal bijgezet. 
Vervolgens werden steeds meer gebouwen aan hun bestemming onttrokken. Tot 1929 bleven monniken echter nog delen van het klooster gebruiken. Vanaf 1929 werden ook zij verdreven om plaats te maken voor een Atheïstisch Museum. Vanaf 1934 werd het klooster onderdeel van een Architectuurmuseum. Veel bouwfragmenten van vernietigde kerken en kathedralen werden hier ondergebracht. Zo werden bijvoorbeeld reliëfs van de in 1933 opgeblazen  Christus Verlosserkathedraal (Moskou) ingemetseld in de oostelijke vestingmuren van het klooster. De Kathedraal van Christus de Verlosser werd in de jaren 2000 herbouwd, echter de originele sculptuurfragmenten van de gesloopte kathedraal zijn nog steeds te zien in het Donskojklooster. 
Als beloning voor de steun van de Russisch-orthodoxe kerk aan de strijd tegen nazi-Duitsland stonden de atheïsten vanaf 1946 weer erediensten toe in de Oude Kathedraal. Ten zuiden van de kloostermuur werd een nieuw kerkhof aangelegd. In 1973 werd op dit kerkhof een voormalige kloosterkerk omgebouwd tot het eerste crematorium van Moskou.
In 1989 werd de Kleine Kathedraal getroffen door een uitslaande brand waarbij alle iconen werden vernietigd. Eén icoon overleefde de brand, het wonderdoende icoon van de Moeder Gods van de Don. Tijdens de herstelwerkzaamheden werd het graf van de patriarch geopend en men trof er het ongeschonden lichaam aan van Patriarch Tichon. Nog hetzelfde jaar verklaarde de Kerk de patriarch heilig.

## Heropening
Het klooster werd in 1990 teruggegeven aan de Russisch-orthodoxe kerk. Sinds 1991 wordt het klooster weer bewoond door monniken. Op het kloosterterrein zijn sinds de heropening een drietal nieuwe kerken gebouwd.

## Kerken
- Kathedraal van de Moeder Gods van de Don (oude of kleine kathedraal) (bouwjaar 1591-1593)
- Kathedraal van de Moeder Gods van de Don (nieuwe of grote kathedraal) (bouwjaar 1684-1698)
- Kerk van de Moeder Gods van Tikhvin  (bouwjaar 1713-1714)
- De Poortkerk van Zacharias en Elizabeth  (bouwjaar 1750-1752)
- Kerk Alexander Svirsky  (bouwjaar 1796-1798)
- Kerk van de Aartsengel Michaël (bouwjaar 1806-1809)
- Kerk van de Heilige Johannes Chrysostomos  (bouwjaar 1888-1891)
- Kerk van St. Johannes van de ladder  (bouwjaar 1898-1899)
- Kerk van St. Serafim van Sarov, en Anna van Kashin (bouwjaar 1904-1914)
- Kerk van de Heilige Tichon, Patriarch van Rusland (bouwjaar 1997-1998)
- Kerk van St. Joris (bouwjaar 2000)
- Kerk van Alexander Nevski (bouwjaar 2006)

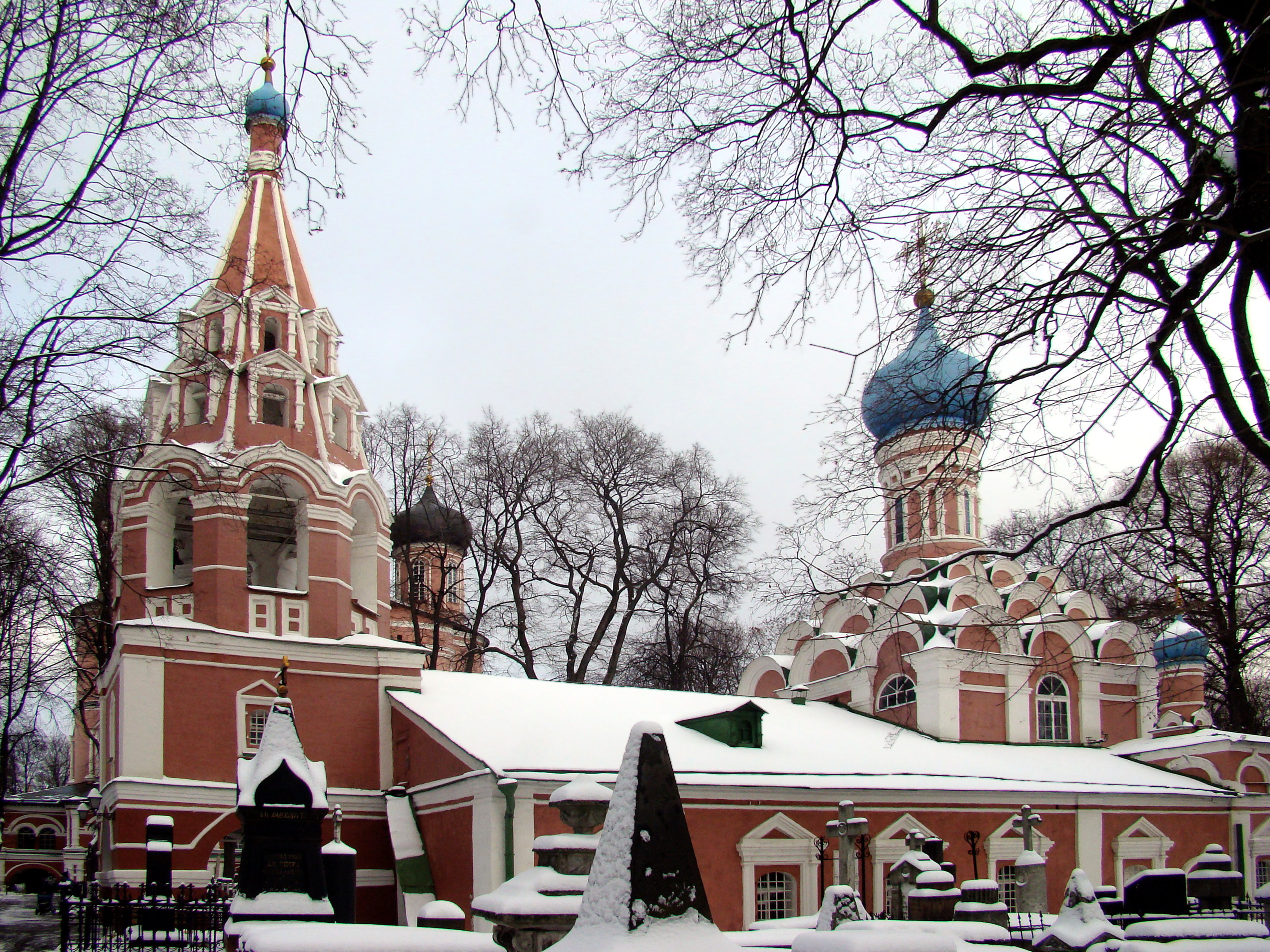
Kleine Kathedraal
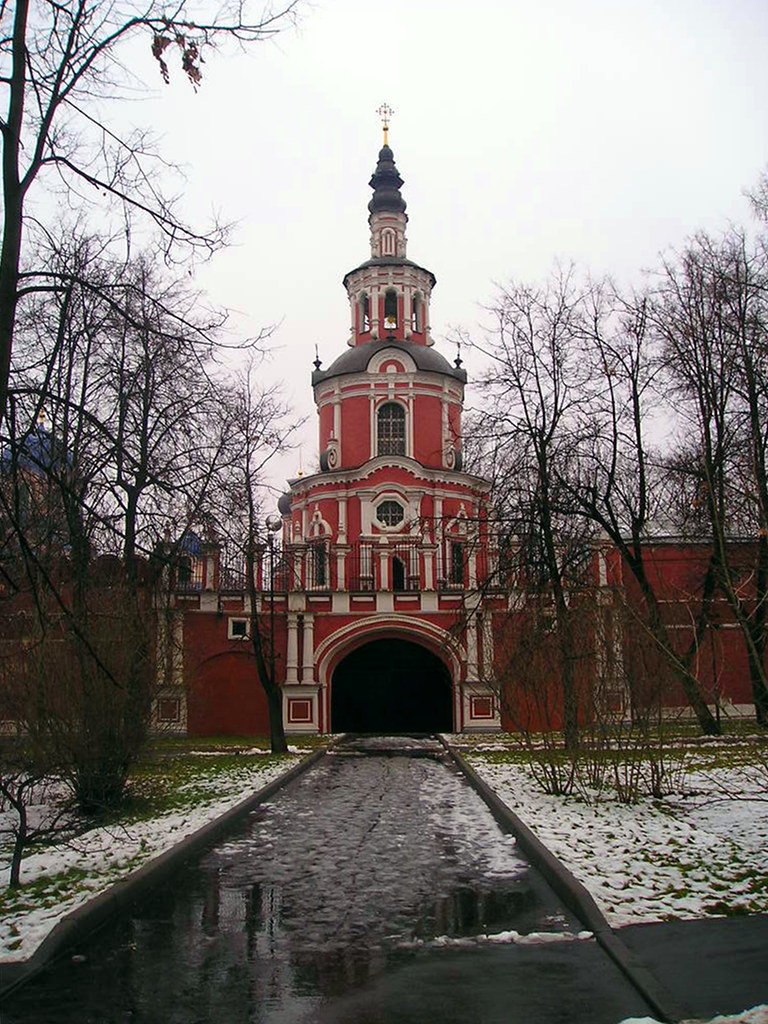
Kerk van de Moeder Gods van Tikhvin
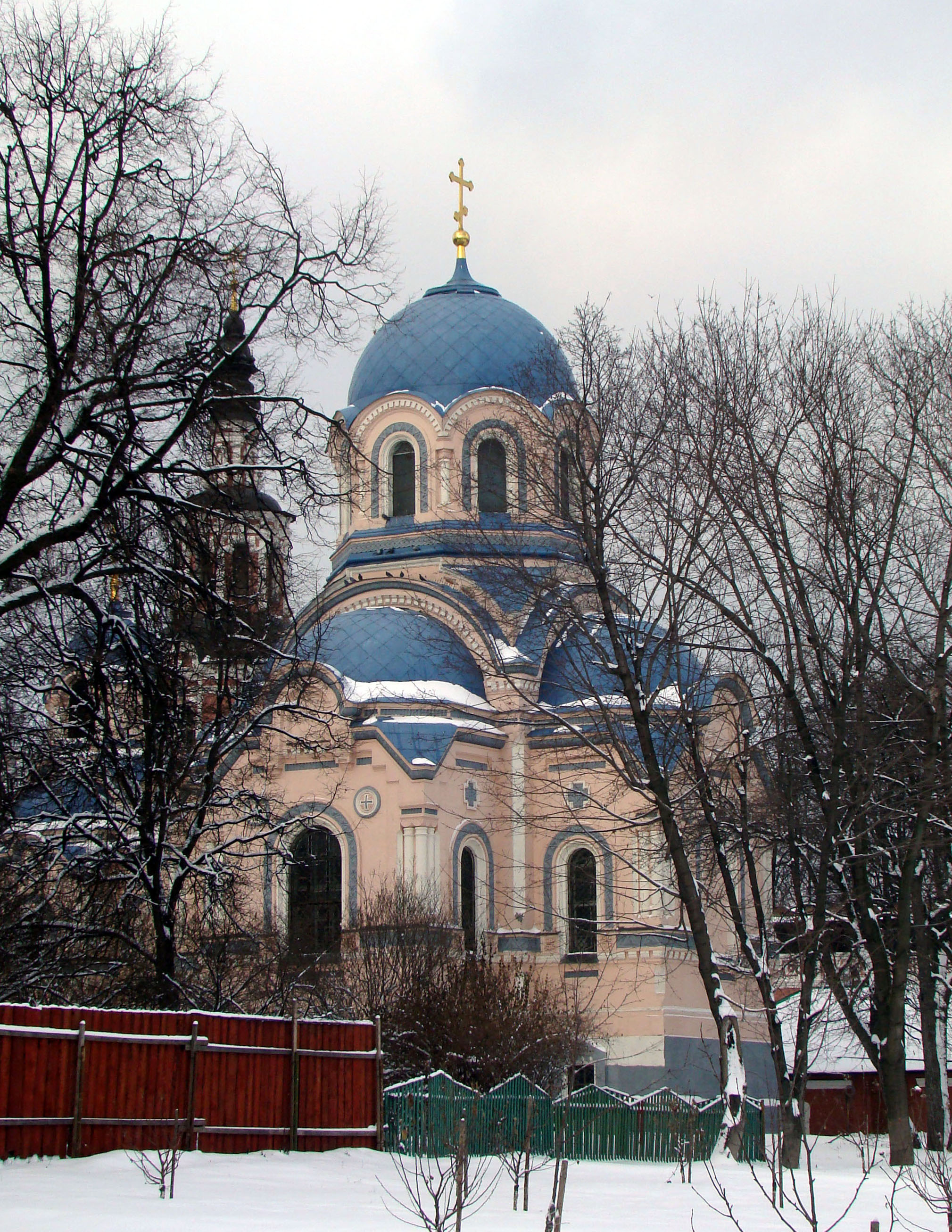
Kerk van de Heilige Johannes Chrysostomos

## Begraafplaats
De begraafplaats van het klooster is een rustplaats voor veel prominente personen van de Russische adel  en geschiedenis. Op de monumenten bevinden zich ook namen van o.a. schrijvers; dichters  en wetenschappers. In 2008 werd Aleksandr Solzjenitsyn op deze plek begraven.